# 格利泽674b
格利泽674b是一颗位于天坛座、距离地球约15光年的系外行星。该行星轨道十分接近于其母星格利泽674，距离仅为0.039天文单位，轨道周期为4.6938地球日。其质量小于海王星和天王星，既可能是类木行星，也可能是类地行星。它的轨道离心率接近于水星，为0.2。2007年1月7日，科学家宣布通过欧洲南方天文台位于智利拉西拉天文台的3.6米望远镜的高精度徑向速度行星搜索器发现了该行星。